# 秋元村
秋元村（あきもとむら）は、千葉県君津郡（周淮郡）にかつて存在した村である。現在の君津市の南部に位置している。
君津市立秋元小学校などにその名をとどめている。

## 沿革
- 1889年（明治22年）4月1日 - 町村制施行により、市宿村、市場村、日渡根村、東猪原村、東粟倉村、西粟倉村、植畑村、西猪原村、平田村、西日笠村、鹿野山宿が合併し、周淮郡秋元村が発足。
- 1897年（明治30年）4月1日 - 周淮郡が統合されて君津郡となる。
- 1955年（昭和30年）3月31日 - 三島村と合併し、清和村を新設。同日秋元村廃止。
- 1970年（昭和45年）9月28日 - 君津町、上総町、小糸町、清和村、小櫃村が合併し、改めて君津町を新設。
- 1971年（昭和46年）9月1日 - 君津町が市制施行し、君津市となる。